# Jean-Maxime Lévêque
Pour les articles homonymes, voir Lévêque.
Jean-Maxime Lévêque (né à Paris le 9 septembre 1923 et mort à Paris le 29 juin 2014) est un banquier et haut fonctionnaire français. Il est le créateur de la banque IBI, dont la filiale française est la banque IBSA. 

## Biographie
Énarque (promotion Union-Française, 1948) et inspecteur des finances, il fut conseiller du général de Gaulle au sein du Secrétariat général de la Présidence de la République.
PDG de la banque CCF de 1976 à 1982, il est limogé de ses fonctions en raison du retour de la gauche au pouvoir.
Il fonde en 1982 une officine baptisée l'Union Nationale Initiative et Responsabilité (UNIR), marquée à droite et professant un libéralisme militant. Lévêque publie peu après deux ouvrages de la même eau : Dénationalisations, mode d'emploi (Albin Michel, 1985) et En première ligne (Albin Michel, 1986).
En 1983, il fonde l'établissement International Bankers Incorporated (IBI) au Luxembourg, avant d'être rappelé à la tête du Crédit lyonnais de 1986 à 1988. 
La branche française d'IBI, International Bankers SA (IBSA) défraye la chronique dans les années 1990. Plusieurs cadres de la filiale sont placés en détention dans le cadre d'une enquête sur des abus de bien sociaux liés à une opération immobilière, mais le dossier comporte également un volet judiciaire, au sujet de commissions occultes.
En 1997, il est mis en examen avec six autres personnes par les juges Gérard Giudicelli puis Eva Joly dans le dossier de la banque luxembourgeoise IBSA (International Bankers SA), alors filiale du Crédit lyonnais. Jean-Maxime Lévêque est incarcéré plusieurs mois à la maison d'arrêt de la Santé, à Paris, avant d'être finalement disculpé.
Il présida ensuite la Banque de l’Union maritime et financière, filiale française de la banque italienne BPN (Banco Popolare di Novara), l'un des bailleurs de fonds de Giancarlo Paretti dans son rachat de la MGM et un partenaire de longue date de la SASEA.

### Vie privée
Il est le petit-fils de l'astronome Félix Tisserand.

## Prix
- Prix Renaissance de l'économie 1983[4].